# Saffloz
Saffloz là một xã trong vùng hành chính Franche-Comté, thuộc tỉnh Jura, quận Lons-le-Saunier, tổng Clairvaux-les-Lacs. Tọa độ địa lý của xã là 46° 40' vĩ độ bắc, 05° 50' kinh độ đông. Saffloz nằm trên độ cao trung bình là 654 mét trên mực nước biển, có điểm thấp nhất là 619 mét và điểm cao nhất là 815 mét. Xã có diện tích 8.65 km², dân số vào thời điểm 2004 là 83 người; mật độ dân số là 10 người/km².

## Thông tin nhân khẩu
| 1962 | 1968 | 1975 | 1982 | 1990 | 1999 |
| ---- | ---- | ---- | ---- | ---- | ---- |
| 71   | 98   | 75   | 75   | 85   | 87   |

## Địa điểm tham quan
Nhà thờ của Saffloz được xây năm 1790; tháp chuông từ đầu thế kỉ thứ 19.